# Alliance pour l'Allemagne
 (mars 2016).
Si vous disposez d'ouvrages ou d'articles de référence ou si vous connaissez des sites web de qualité traitant du thème abordé ici, merci de compléter l'article en donnant les références utiles à sa vérifiabilité et en les liant à la section « Notes et références ».

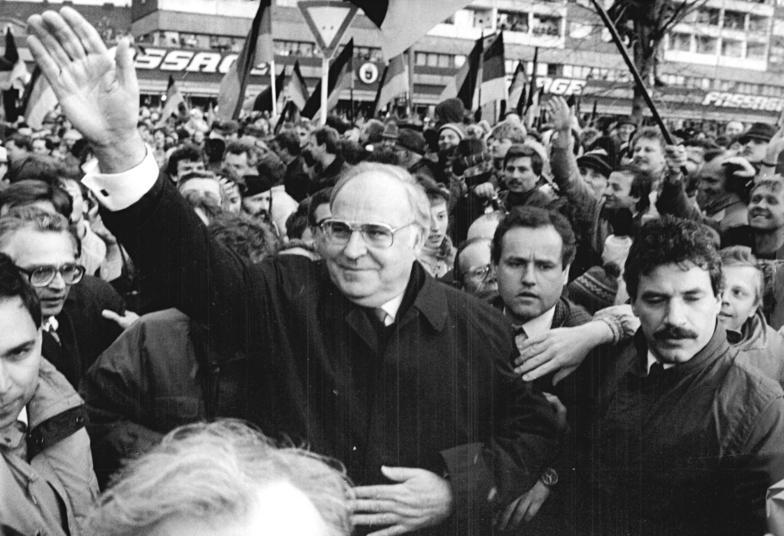
Helmut Kohl lors d'un meeting électoral de "l'Alliance pour l'Allemagne" en 1990.

L'Alliance pour l'Allemagne (en allemand : Allianz für Deutschland) était une coalition de partis conservateurs créé le 5 février 1990 à Berlin-Ouest en vue de participer aux premières, et dernières, élections libres en République démocratique allemande qu'elle remporta finalement en obtenant 48,2% des suffrages et 192 des 400 sièges de Chambre du peuple. 
Cette coalition regroupait les trois paris conservateurs est-allemands inféodés de force dès 1945 au « Front national de la RDA », dominé par le Parti socialiste unifié (SED) et qui avait repris leur indépendance par la chute du Mur de Berlin en 1989 : l'Union chrétienne-démocrate d'Allemagne (CDU), l'Union sociale allemande (DSU) et le Renouveau démocratique (DA). Le Parti allemand du forum (DFP) fut également invité à rejoindre la coalition, mais déclina l'offre.
Lothar de Maizière, issu des rangs de la CDU, dirigea alors le premier gouvernement démocratiquement élu d'Allemagne de l'est soutenu par la coalition qui mena à bien le processus de réunification allemande. Après cette date, l'« Alliance pour l'Allemagne » fut dissoute, les partis la constituant fusionnant avec les différents partis conservateurs de l'ancienne Allemagne de l'Ouest.